# Bachów
Bachów is een plaats in het Poolse district  Przemyski, woiwodschap Subkarpaten. De plaats maakt deel uit van de gemeente Krzywcza en telt 880 inwoners.